# Sergio Picciafuoco
Sergio Picciafuoco (Osimo, 11 novembre 1945 – Castelfidardo, 11 marzo 2022) è stato un criminale italiano, condannato per furto e ricettazione ma ricordato soprattutto per il suo coinvolgimento nelle indagini e nei processi per la strage alla stazione ferroviaria di Bologna. Fu assolto in via definitiva nel 1997, ma i successivi sviluppi delle indagini hanno spinto gli inquirenti a riconsiderare il suo ruolo nella strage.

## Biografia
La vicenda di Picciafuoco, un criminale comune arrestato per furto e ricettazione, può essere ricostruita a partire dal 1970, anno in cui evase dal carcere di Ancona, dando inizio alla sua latitanza. Durante la latitanza fu segnalato in Sicilia (negli stessi giorni in cui vi si trovavano anche Giusva Fioravanti e Francesca Mambro) e a Merano, dove fu arrestato perché guidava un'auto rubata con una patente falsa, ma fu subito rilasciato. La latitanza sarebbe durata fino al 1º aprile 1981, giorno in cui fu arrestato presso il confine austriaco a Tarvisio. 
L'anno precedente egli era stato presente a un evento che avrebbe segnato la sua vita futura. La mattina di sabato 2 agosto 1980 si trovava alla stazione ferroviaria di Bologna, sul marciapiede del terzo e quarto binario. Da quel punto vide esplodere l'ala ovest della stazione, distrutta da un attentato terroristico. Rimase egli stesso leggermente ferito da una scheggia. Si fece medicare all'Ospedale Maggiore, dove non mostrò documenti ma diede un nome fittizio, "Enrico Vailati". 
Dopo il suo arresto nel 1981, non seppe spiegare in modo convincente i motivi della sua presenza a Bologna. Sostenne di essere arrivato a Bologna in taxi, ma nessun tassista confermò la sua versione. Disse di essere andato in stazione per prendere un treno per Milano, ma sarebbe stato più comodo aspettare il treno a Modena, dove abitava. Si scoprirono anche i suoi rapporti con l'estrema destra, fino ad allora da lui negati. L'affiliazione di Picciafuoco ai Nuclei Armati Rivoluzionari, in particolare, era attestata da diversi elementi:
- alcuni testimoni lo avevano visto frequentare, negli anni precedenti, la sede di Radio Mantakas, un'emittente di Osimo vicina all'estremismo di destra;
- su un'agenda appartenente a Gilberto Cavallini (membro dei NAR) compariva il nome di Picciafuoco in un elenco di affiliati a quell'organizzazione terroristica;
- uno dei passaporti falsi usati da Picciafuoco (intestato a un tale "Enrico Pierantoni") aveva lo stesso numero del passaporto (autentico) intestato a Riccardo Brugia, un rapinatore gravitante nel gruppo dei NAR[4]; identico numero era stato usato da altri terroristi di estrema destra (tra i quali Alessandro Alibrandi) per espatriare con l'aiuto di Massimiliano Fachini[2].

Nelle sue tasche furono trovati una falsa carta d'identità e un appunto scritto a penna, con il nome "Marcello Barbazza", l'indirizzo "Dittmangasse, Wien" e il numero 74.14.85. Gli inquirenti non riuscirono a risalire all'intestatario del numero. Indagini successive appureranno che "Barbazza" (un nome fittizio, presumibilmente il colonnello Claudiano Pavese, legato anche al Noto servizio) era un agente dell'Ufficio R del SISMI, che curava i rapporti con i confidenti. Picciafuoco sostenne che "Barbazza" fosse un amico residente a Vienna, ma non seppe spiegare lo scopo dell'appunto. 
Fu accusato di essere uno degli autori materiali della strage e processato per strage assieme a Giusva Fioravanti, Francesca Mambro e Massimiliano Fachini. Durante il processo Francesco Pazienza presentò una memoria difensiva in cui sosteneva di aver saputo che degli sconosciuti avevano cercato di corrompere Picciafuoco per spingerlo ad accusare falsamente i NAR. Alcune sue dichiarazioni risultarono controverse. Asserì, tra le altre cose, di aver prestato per diverse ore opera di soccorso ai feriti immediatamente dopo l'attentato. Il referto medico testimonia invece che egli ricevette la medicazione per la propria ferita alle 11:39, poco più di un'ora dopo lo scoppio dell'ordigno: perciò si era recato all'Ospedale Maggiore subito dopo il fatto. Le contraddizioni di Picciafuoco, unite alle altre testimonianze, contribuirono indubbiamente ad aggravare la sua posizione e l'11 luglio 1988 fu condannato all'ergastolo insieme a Fioravanti e la Mambro.
Nel 1996 fu assolto dalla Corte d'appello di Firenze, che pur riconoscendo l'ambiguità della sua posizione ritenne non sufficientemente provata la sua partecipazione alla strage. L'anno seguente la Corte di Cassazione confermò l'assoluzione in via definitiva. Picciafuoco è rimasto l'unico imputato nei processi del 2 agosto che abbia ammesso la propria presenza in stazione.
Dopo la sua assoluzione gli sviluppi investigativi hanno permesso di ricostruire con maggior precisione i suoi rapporti con i servizi segreti e alcuni esponenti del terrorismo neofascista. Il nome usato all'Ospedale Maggiore il giorno della strage, "Enrico Vailati", è simile ad altri falsi nomi usati da Picciafuoco durante la latitanza ("Eraclio Vailati" e "Adelfio Vailati"); Picciafuoco aveva posseduto una carta d'identità falsificata intestata a "Eraclio Vailati", ma gli era stata sequestrata l'anno prima a Merano. Si servì quindi della patente (opportunamente modificata) del neofascista palermitano Alberto Volo, ex ordinovista vicino al SISMI e amico di Ciccio Mangiameli. Picciafuoco aveva ricevuto da Volo il documento nel luglio 1980, nello stesso periodo in cui in casa di Mangiameli soggiornavano Fioravanti e la Mambro.
Negli anni precedenti Picciafuoco aveva usato almeno un documento falso messogli a disposizione dal SID. Il documento proveniva da un furto di numerose carte d'identità in bianco commesso nel 1972 da membri della banda della Magliana all'anagrafe di Roma. Una parte dei documenti fu consegnata dal falsario neofascista Guelfo Osmani agli agenti del SID Antonio Labruna e Giancarlo D'Ovidio, che ne consegnarono uno a Picciafuoco. L'anno dopo si servirono delle carte d'identità per organizzare un'operazione di provocazione contro il movimento giovanile. D'Ovidio si era già servito di Osmani per creare un passaforto falso utile a far espatriare Stefano Delle Chiaie e frequentava, insieme al terrorista Luciano Bernardelli, una fantomatica "Associazione Nazionale Corpi Armati di Polizia"; l'indirizzo romano dell'associazione era uguale a quello riportato sulla carta d'identità intestata a "Eraclio Vailati" e usata da Picciafuoco.
Dopo la consegna del documento falso, i rapporti tra Picciafuoco e i servizi segreti erano continuati. Picciafuoco fu ospitato a Vienna da "Barbazza", al quale lo aveva indirizzato Gilberto Cavallini. Da Vienna arrivavano in Italia i passaporti falsi per far espatriare i terroristi neri ricercati, aiutati da Massimiliano Fachini (che alla fine degli anni settanta proteggeva Cavallini, ricercato per omicidio e latitante in Veneto); uno dei passaporti, intestato a "Enrico Pierantoni", fu usato proprio da Picciafuoco.
Picciafuoco è morto a 76 anni nella sua casa di Castelfidardo, stroncato da un infarto.